# ريتشارد بينيت (ملحن)
ريتشارد بينيت (بالإنجليزية: Richard Bennett)‏ هو عازف جاز وعازف قيثارة ومنتج أسطوانات وملحن أمريكي، ولد في 22 يوليو 1951 في شيكاغو في الولايات المتحدة.

## وصلات خارجية
- الموقع الرسمي
- ريتشارد بينيت على موقع ميوزك برينز (الإنجليزية)
- ريتشارد بينيت على موقع أول ميوزيك (الإنجليزية)
- ريتشارد بينيت على موقع ديسكوغز (الإنجليزية)